# Mobile Extension
Unter Mobile Extension versteht man die Integration von Mobiltelefonen in eine Telefonanlage als vollwertige Nebenstelle. Ein- und ausgehende Anrufe des mobilen Benutzers werden über die Telefonanlage geleitet, von der Anlage werden Dienste an diese Anrufe geknüpft. Für Benutzer der Telefonanlage ist der mobile Teilnehmer genauso wie jede andere Nebenstelle erreichbar, des Weiteren sind viele gewohnte Dienste und Leistungsmerkmale anwendbar.